# Väike-Nõmmküla
Koordinaten: 59° 3′ N, 23° 38′ O
Väike-Nõmmküla (schwedisch Persåker, deutsch (Klein-) Nömmküll) ist ein Dorf (estnisch küla) in der Landgemeinde Lääne-Nigula (bis 2017: Landgemeinde Noarootsi) im Kreis Lääne in Estland.

## Einwohnerschaft und Lage
Der Ort hat vierzehn Einwohner (Stand 31. Dezember 2011). Er liegt dreizehn Kilometer nordöstlich der Landkreishauptstadt Haapsalu.
Der Ortsname ist offiziell zweisprachig estnisch und schwedisch, da das Dorf bis zur Umsiedlung am Ende des Zweiten Weltkriegs zum traditionellen Siedlungsgebiet der Estlandschweden gehörte.

## Geschichte
Der Ort wurde erstmals 1536 unter dem Namen Perszacker urkundlich erwähnt. Er ist aber vermutlich wesentlich älter. Anfangs hatte er eine schwedischsprachige Bevölkerung. 1641 wurde er unter dem Namen Klein-Nemptküll verzeichnet.